# WSK Series
WSK Series è il campionato di karting organizzato da WSK Promotion. La serie, nata nel 2006, sotto il nome WSK - International Series fino il 2009 per poi cambiare in WSK - World Series, dal 2010 la serie diventa europea e si divide in due campionati la WSK - Euro Series e la WSK - Master Series. Oggi i campionati si dividono in quattro categorie:  KZ2, OK, OKJ e 60 Mini. 

## WSK - Euro Series (2010-2013,2019-2020, 2022-in corso)
| Anno | Categoria | Titolo piloti                          | Eurocup                  |
| ---- | --------- | -------------------------------------- | ------------------------ |
| 2010 | Super KF  | Armand Convers (Kosmic/Vortex)         | Kosmic Racing Department |
| 2010 | KZ1       | Jonathan Thonon (CRG/Maxter)           | CRG Racing Team          |
| 2010 | KZ2       | Paolo De Conto (Energy/TM)             | Energy Corse Racing Team |
| 2010 | KF2       | Ignazio D'Agosto (Tony Kart/Vortex)    | Tony Kart Racing Team    |
| 2010 | KF3       | Max Verstappen (CRG/Maxter)            | CRG Racing Team          |
| 2011 | KF1       | Nyck de Vries (Zanardi/Parilla)        | Chiesa Corse             |
| 2011 | KZ1       | Rick Dreezen (Tony Kart/Vortex)        | Tony Kart Racing Team    |
| 2011 | KZ2       | Joel Johansson (Energy/TM)             | Energy Corse             |
| 2011 | KF2       | Stefano Cucco (Birel/Parilla)          | M.G.M. Racing            |
| 2011 | KF3       | Max Verstappen (CRG/Maxter)            | CRG Racing Team          |
| 2012 | KF2       | Charles Leclerc (ART GP/Parilla/Vega)  | ART GP                   |
| 2012 | KF3       | Alex Palou (CRG/BMB/Vega)              | CRG Racing Team          |
| 2012 | KZ1       | Jorrit Pex (CRG/TM/Bridgestone)        | CRG Racing Team          |
| 2012 | KZ2       | Simas Juodvirsis (Energy/TM/Dunlop)    | Energy Corse             |
| 2012 | 60Mini    | Leonardo Lorandi (Tonykart/LKE/LeCont) | Baby Race                |
| 2013 | KF2       | Dorian Boccolacci (Energy/TM)          | Energy Corse             |
| 2013 | KF3       | Lando Norris (FA Kart/Vortex)          | Ricky Flynn Motorsport   |
| 2013 | KZ1       | Max Verstappen (CRG/TM)                | CRG Racing Team          |
| 2013 | KZ2       | Riccardo Negro (DR/TM)                 | DR Racing Team           |
| 2019 | KF2       | Marco Ardigò                           | Tony Kart Racing Team    |
| 2019 | OK        | Lorenzo Travisanutto                   |                          |
| 2019 | OKJ       | Andrea Kimi Antonelli                  |                          |
| 2019 | 60 mini   | Rashid Al Dhaheri                      |                          |
| 2020 | OK        | Andrea Kimi Antonelli                  |                          |
| 2020 | OKJ       | Alfio Andrea Spina                     |                          |
| 2020 | 60 mini   | René Lammers                           |                          |
| 2022 | OK        | Dean Dominick Winters                  |                          |
| 2022 | OKJ       | Harley Keeble                          |                          |
| 2022 | 60 mini   | Christian Costoya                      |                          |

## WSK - Master Series (2010-In corso)
| Anno | Categoria | Titolo piloti                       | Master Cup              |
| ---- | --------- | ----------------------------------- | ----------------------- |
| 2010 | KZ2       | Beitske Visser (Intrepid/TM)        | Intrepid Driver Program |
| 2010 | KF2       | Antonio Giovinazzi (PCR/Parilla)    | Comer SPA               |
| 2010 | KF3       | Nicklas Nielsen (DR/Parilla)        | Morsicani Racing        |
| 2010 | 60 Mini   | Marcu Dionisios (Top Kart/LKE)      | Comer Spa               |
| 2011 | KZ1       | Paolo De Conto (Energy/TM)          | Energy Corse            |
| 2011 | KZ2       | Marco Zanchetta (CKR/TM)            | CKR Srl                 |
| 2011 | KF2       | Antonio Giovinazzi (PCR/Parilla)    | Scuderia PCR            |
| 2011 | KF3       | Antonio Fuoco (Top Kart/TM)         | Comer Spa               |
| 2011 | 60 Mini   | Marcu Dionisios (Top Kart/LKE)      | Comer Spa               |
| 2012 | KZ1       | Marco Ardigò (Tony Kart/Vortex)     | TonyKart Racing Team    |
| 2012 | KZ2       | Jordon Lennox-Lamb (CRG/Maxter)     | CRG Racing team         |
| 2012 | KF2       | Max Verstappen (Intrepid/TM)        | Intredip Driver Program |
| 2012 | KF3       | Callum Ilott (Zanardi/Parilla/Vega) | Chiesa Corse            |
| 2012 | 60 Mini   | Leonardo Lorandi (Tony Kart/LKE)    | BabyRace                |
| 2013 | KZ2       | Max Verstappen                      |                         |
| 2013 | KF        | Dorian Boccolacci                   |                         |
| 2013 | KFJ       | Alessio Lorandi                     |                         |
| 2013 | 60 mini   | Eliseo Martinez                     |                         |
| 2014 | KZ2       | Marco Ardigò                        |                         |
| 2014 | KF        | Callum Ilott                        |                         |
| 2014 | KFJ       | Enaam Ahmed                         |                         |
| 2014 | 60 mini   | Nicola Abrusci                      |                         |
| 2015 | KZ2       | Marco Ardigò                        |                         |
| 2015 | KF        | Nicklas Nielsen                     |                         |
| 2015 | KFJ       | Clement Novalak                     |                         |
| 2015 | 60 mini   | Dennis Hauger                       |                         |
| 2016 | KZ1       | Marco Ardigò                        |                         |
| 2016 | KZ2       | Leonardo Lorandi                    |                         |
| 2016 | OK        | Lorenzo Travisanutto                |                         |
| 2016 | OKJ       | Sami Taoufik                        |                         |
| 2016 | 60 mini   | Michael Barbaro Paparo              |                         |
| 2017 | KZ2       | Bas Lammers                         |                         |
| 2017 | OK        | Clément Novalak                     |                         |
| 2017 | OKJ       | Andrea Rosso                        |                         |
| 2017 | 60 mini   | Gabriele Minì                       |                         |
| 2018 | KZ2       | Marco Ardigò                        |                         |
| 2018 | OK        | Hannes Janker                       |                         |
| 2018 | OKJ       | Gabriele Minì                       |                         |
| 2018 | 60 mini   | Martinius Kleve Stenshorne          |                         |
| 2019 | KZ2       | Bas Lammers                         |                         |
| 2019 | OK        | Dexter Patterson                    |                         |
| 2019 | OKJ       | Andrea Kimi Antonelli               |                         |
| 2019 | 60 mini   | Rashid Al Dhaheri                   |                         |
| 2020 | KZ2       | Simo Puhakka                        |                         |
| 2020 | OK        | Nikita Bedrin                       |                         |
| 2020 | OKJ       | Arvid Lindblad                      |                         |
| 2020 | 60 mini   | Dmitry Matveev                      |                         |
| 2021 | KZ2       | Marijn Kremers                      |                         |
| 2021 | OK        | Rafael Câmara                       |                         |
| 2021 | OKJ       | Rashid Al Dhaheri                   |                         |
| 2021 | 60 mini   | René Lammers                        |                         |
| 2022 | KZ2       | Senna Van Walstijn                  |                         |
| 2022 | OK        | Joe Turney                          |                         |
| 2022 | OKJ       | Oleksandr Bondarev                  |                         |
| 2022 | 60 mini   | Jindrich Pesl                       |                         |

## WSK - International Series (2006-2009)
| Anno | Categoria | Titolo piloti                            | Eurocup                      |
| ---- | --------- | ---------------------------------------- | ---------------------------- |
| 2006 | Formula A | Valtteri Bottas (Gillard/Parilla)        | Gillard                      |
| 2006 | Super-ICC | Jules Bianchi (Maranello/Maxter)         | Maranello                    |
| 2006 | ICA       | Miquel Julia Perello (CRG/Maxter)        | CRG                          |
| 2006 | Junior    | Will Stevens (Tony Kart/Parilla)         | Tony Kart                    |
| 2007 | KZ2       | Jonathan Thonon (CRG/Maxter)             | CRG Racing Team              |
| 2007 | KF2       | Yannick De Brabander (Maranello/Parilla) | Maranello                    |
| 2007 | KF3       | Matteo Viganò (Birel/MRC)                | Birel MGM                    |
| 2008 | KF1       | Sauro Cesetti (Birel/TM)                 | Birel Motorsport             |
| 2008 | KZ2       | Marco Ardigò (Tony Kart/Vortex)          | Tony Kart Racing Team        |
| 2008 | KF2       | Flavio Camponeschi (Tony Kart/Vortex)    | Tony Kart Racing Team        |
| 2008 | KF3       | Nyck de Vries (Zanardi/Parilla)          | Chiesa Corse                 |
| 2009 | Super KF  | Arnaud Kozlinski (CRG/Maxter)            | CRG Racing Team              |
| 2009 | KZ2       | Bas Lammers (Intrepid/TM)                | Intrepid Racing Team         |
| 2009 | KF2       | Ben Cooper (Tony Kart/Vortex)            | Tony Kart Junior Racing Team |
| 2009 | KF3       | Nyck de Vries (Zanardi/Parilla)          | Chiesa Corse                 |

## WSK - World Series (2010)
| Anno | Categoria | Titolo piloti                    | Eurocup                      |
| ---- | --------- | -------------------------------- | ---------------------------- |
| 2010 | Super KF  | Armand Convers (Kosmic/Vortex)   | Kosmic Racing Department     |
| 2010 | KZ2       | Jonathan Thonon (CRG/Maxter)     | CRG Racing Team              |
| 2010 | KF2       | Sébastien Bailly (Kosmic/Vortex) | Tony Kart Junior Racing Team |
| 2010 | KF3       | Max Verstappen (CRG/Maxter)      | CRG Racing Team              |